# Edward Charles Titchmarsh
Edward Charles "Ted" Titchmarsh (1 de junio de 1899 – 18 de enero de 1963) fue un matemático británico.

## Biografía
Tithcmarsh fue hijo de un ministro congregacional. Aunque nacido en 1899 en Newbury, se mudaron siendo él aún niño a Sheffield, donde su padre había obtenido un puesto. Titchmarsh estudió así en la escuela Rey Eduardo VII de Sheffield de 1908 a 1917. Prosiguió sus estudios en el Balliol College de Oxford desde octubre de 1917, aunque estos fueron interrumpidos por su movilización durante la Primera Guerra Mundial. Titchmarsh sirvió en el cuerpo de ingenieros durante el conflicto, durante el que aprendería sobre las nacientes tecnologías radioeléctricas. Retomó sus estudios en 1919, graduándose con en matemáticas en 1922. Durante el último curso estudió bajo la tutela de Hardy, del que sería secretario. Titchmarsh ha sido descrito como un mediocre experimentador y con nulos conocimientos de química, dedicándose en cambio a las más abstractas matemáticas.
A partir de 1923 fue simultáneamente profesor adjunto del University College de Londres y  fellow del Magdalen College de Oxford, hasta que en 1929 fue nombrado profesor titular de la universidad de Liverpool. De esa época datan sus primeros trabajos junto a Hardy, mostrando que pronto se había ganado una reputación en el mundo matemático británico. Sucediendo a su maestro Hardy, Titchmarsh fue Profesor Saviliano de Geometría en la Universidad de Oxford de 1932 a 1963. Esta cátedra de matemáticas era una de las más antiguas y prestigiosas en la universidad, datando de una donación privada en el siglo XVII. Sin embargo, incluía requerimientos que databan de esa época y al solicitar la plaza, Titchmarsh afirmó que no estaba preparado para impartir clases sobre geometría. El requisito fue retirado de los deberes del cargo para permitir su nombramiento, aunque dejando el nombre de la cátedra inalterado. Como profesor, se le ha considerado tímido en las clases presenciales que impartía, aunque de notable influencia por sus escritos y apreciado por sus alumnos.
Titchmarsh fue también ponente en el Congreso Internacional de Matemáticos desde la edición de 1954 en Ámsterdam y miembro de la junta rectora de la Escuela Abingdon de 1935-1947.

## Carrera
Titchmarsh es famoso por su trabajo en teoría analítica de números, análisis de Fourier, ecuaciones integrales y otros subcampos del análisis matemático. Fue autor de varios libros considerados clásicos en estas áreas; particularmente su obra sobre la función zeta de Riemann que fue reeditada por Roger Heath-Brown. Era conocido por su capacidad para encontrar demostraciones más simples y elegantes de teoremas conocidos así como por su habilidad para desarrollar problemas didácticos para los estudiantes del área.
Además de su labor didáctica, fue autor de diversos avances en el campo como el teorema de Brun–Titchmarsh en teoría de números, el teorema de la convolución de Titchmarsh, el teorema de Titchmarsh en la transformada de Hilbert o la fórmula de Titchmarsh-Kodaira en teoría espectral de ecuaciones diferenciales ordinarias. Es también recordado por su cálculo en 1936 de los primeros 1041 ceros no triviales de la función zeta de Riemann mediante la fórmula de Riemann-Siegel, sin lograr refutar la hipótesis de Riemann. Los ceros cubrían el intervalo {\displaystyle 0<\lambda <1,468}. Refinó igualmente las cotas para la función mu de la hipótesis de Lindelöf en 1932 y 1942 y amplió el teorema de Plancherel. En total, fue autor de más de un centenar de artículos científicos.
Desde 1939 Titchmarsh desarrolló un interés por la física matemática, aunque vista como una fuente de problemas para el estudio matemático sin importar sus aplicaciones prácticas.  En el periodo, el desarrollo de la mecánica cuántica supuso múltiples problemas matemáticos relacionados con los funciones propias de ecuaciones diferenciales.

## Premios
- Miembro de la Sociedad Real, 1931
- Medalla De Morgan , 1953
- Medalla Sylvester, 1955
- Premio Berwick , 1956

## Obras
- The Zeta-Function of Riemann (1930);
- Introduction to the Theory of Fourier Integrals (1937)[15] 2nd. edition (1939) 2nd. edition (1948);
- The Theory of Functions  (1932);[16]
- Mathematics for the General Reader (1948);
- The Theory of the Riemann Zeta-Function (1951);[17] 2nd edition, revisada por D. R. Heath-Brown (1986)
- Eigenfunction Expansions Associated with Second-order Differential Equations. Part I  (1946)[18] 2nd. edition (1962);
- Eigenfunction Expansions Associated with Second-order Differential Equations. Part II  (1958);[19]